# Benjamin West

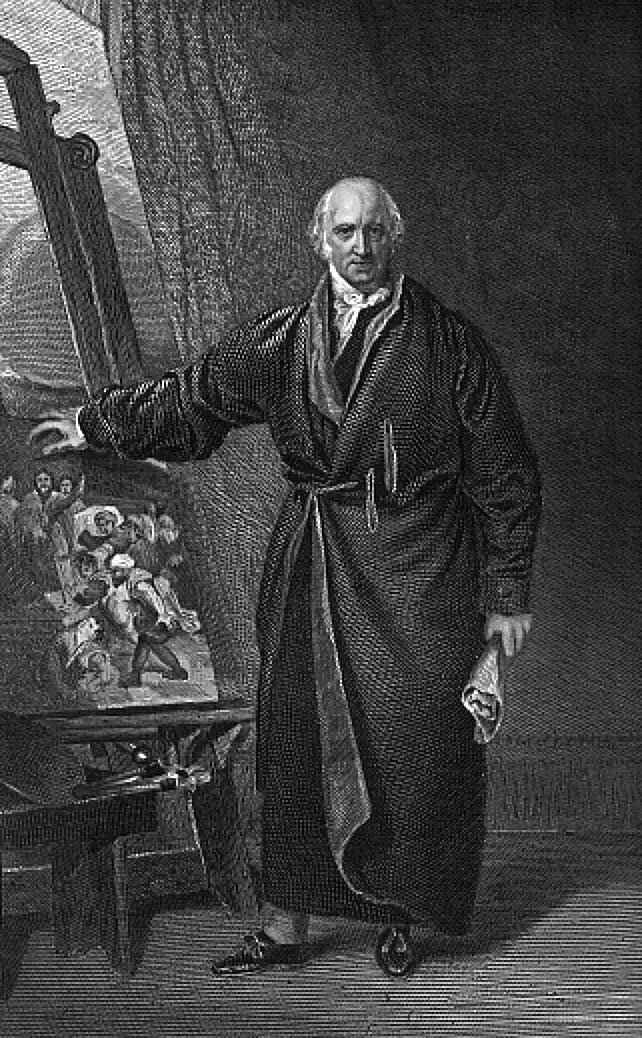
Benjamin West, Autoportret

Benjamin West (ur. 10 października 1738 w Springfield, Pensylwania, zm. 11 marca 1820 w Londynie) – amerykański malarz, tworzący w Londynie.
Samouk. Od 1763 roku przebywał w Anglii i na zamówienie Jerzego III malował portrety członków rodziny królewskiej. W 1768 roku wspólnie z zaprzyjaźnionym artystą angielskim Joshuą Reynoldsem założył Królewską Akademię Sztuki. Był jej prezesem w latach 1792–1805 i od 1806 roku.
Tworzył portrety oraz dzieła o tematyce historycznej. Namalował m.in. Śmierć generała Wolfe’a. Zerwał z oświeceniowym motywem przedstawiania ludzi w antycznych szatach. Już za życia był uważany za reformatora malarstwa historycznego w duchu neoklasycznym oraz za ojca malarstwa amerykańskiego. Wykształcił wielu znanych malarzy m.in. Charlesa Peale’a, Gilberta Charlesa Stuarta, Johna Trumbulla, a także Jana Zachariasza Freya.